# That Built
That Built es una franquicia de televisión estadounidense un docudrama transmitido por The History Channel que cubre varios temas históricos y las personas notables involucradas, abarcando aproximadamente la Revolución Industrial de la década de 1860 hasta la actualidad. La serie comenzó con la miniserie The Men Who Built America en 2012. Hasta la fecha, la serie de mayor duración de este tipo es The Food That Built America, que se estrenó el 11 de agosto de 2019. La quinta temporada se estrenó el 25 de febrero de 2024.

## Lista
- Los hombres que construyeron Estados Unidos  (2012)
- Los coches que hicieron América [3] (2017)
- Los hombres que construyeron Estados Unidos: pioneros [3] (2018)
- La comida que construyó Estados Unidos [3] (2019–)
- Los coches que construyeron el mundo [3] (2021)
- Los titanes que construyeron América [3] (2021)
- Las máquinas que construyeron Estados Unidos [3] (2021)
- La ingeniería que construyó el mundo [3] (2021)
- Los juguetes que construyeron Estados Unidos [3] (2021–)
- El alcohol, las apuestas y el sexo que construyeron Estados Unidos [3] [4] (2022)
- Las megamarcas que construyeron Estados Unidos [5] [6] (2023—)
- Cómo Disney construyó Estados Unidos [7] (2024)
- Los íconos que construyeron Estados Unidos  (2024)